# Tập đoàn Kalashnikov
Tập đoàn Kalashnikov (tiếng Nga: Концерн Калашникова, Kontsern Kalashnikova); trước 2013 có tên là Nhà máy chế tạo máy Izhevsk (tiếng Nga: Ижевский машиностроительный Завод, Izhevskiy mashinostroitel'nyy Zavod) hoặc Izhmash (ИЖМАШ) là một tập đoàn cổ phần sản xuất quốc phòng Nga, có trụ sở tại thành phố Izhevsk trong Cộng hòa Udmurtia cũng như tại thủ đô Moskva. Tập đoàn chuyên thiết kế và sản xuất các loại vũ khí dân sự và quân sự bao gồm súng trường tấn công, súng bắn tỉa, súng trường thiện xạ, súng máy, súng tự động, súng săn, shotgun, đạn pháo dẫn đường và nhiều loại thiết bị quân sự chính xác khác bao gồm cả xe không người lái và robot quân sự.
Tập đoàn Kalashnikov sản xuất khoảng 95% tổng số vũ khí nhỏ ở Nga và cung cấp cho hơn 27 quốc gia trên thế giới, khiến nó trở thành nhà sản xuất súng lớn nhất ở Nga. Sản phẩm nổi bật nhất của tập đoàn là dòng súng trường tự động Kalashnikov (AK), súng máy hạng nhẹ RPK, súng trường bắn tỉa bán tự động Dragunov SVD, súng trường bán tự động SKS, súng ngắn Makarov PM, súng shotgun Saiga-12, súng tiểu liên Vityaz-SN và PP-19 Bizon. Hầu hết chúng, trừ SKS và PM, đều dựa trên nguyên lý hoạt động của dòng súng AK nổi tiếng, do độ tin cậy của nó để chịu được các điều kiện khắc nghiệt, chi phí sản xuất thấp không giống như súng phương Tây, có mặt gần như mọi khu vực địa lý và dễ sử dụng.
Tính đến năm 2017, 51% cổ phần của Tập đoàn thuộc về Rostec, trong khi 49% cổ phần còn lại thuộc về các nhà đầu tư tư nhân (Alexey Krivoruchko, Andrei Bokarev và Nikolaos i. Panagogiannopoulos).
Các thương hiệu chính của Tập đoàn gồm: "Kalashnikov" (vũ khí chiến đấu và dân sự), "Baikal" (súng săn và súng dân sự) và "Izhmash" (súng trường thể thao). Bên cạnh đó, Tập đoàn cũng phát triển các ngành kinh doanh mới bao gồm các hệ thống vũ khí điều khiển từ xa, máy bay không người lái và xe cơ giới và các loại tàu đa chức năng.

## Lịch sử

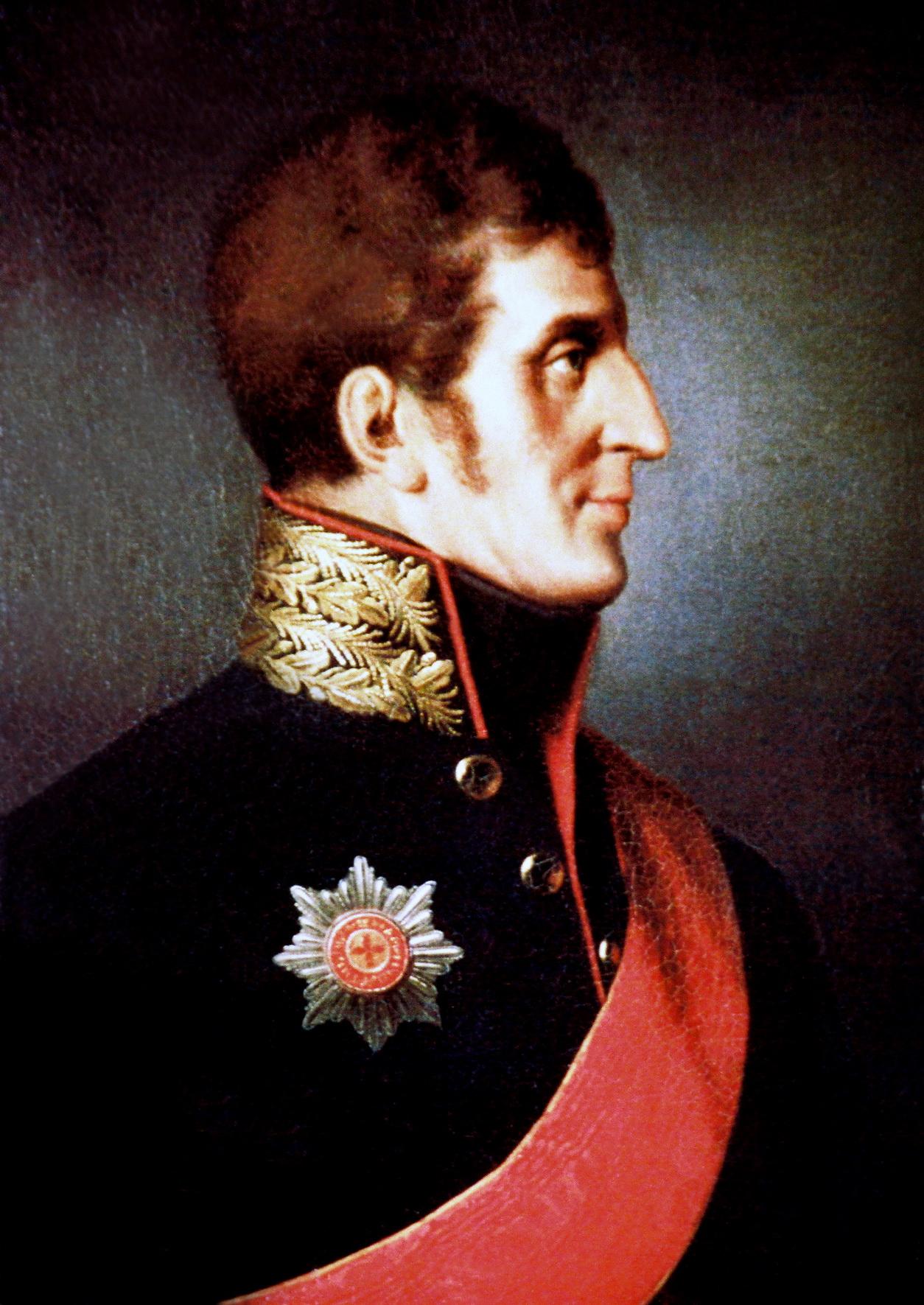
Andrey Deryabin, kỹ sư trưởng khai khoáng của nhà máy thép Izhevsk, đồng thời cũng là lãnh đạo của binh xưởng Izhevsk.

### Năm đầu tiên
Binh xưởng ở thành phố Izhevsk được thành lập theo lệnh của Nga hoàng Alexander I vào ngày 10 tháng 6 năm 1807 và Andrey Deryabin, kỹ sư trưởng khai khoáng của nhà máy thép thành phố, được giao trách nhiệm xây dựng và vận hành. Kiến trúc sư Semyon Emelianovich Dudin và Deryabin đều đã phát triển một kế hoạch dài hạn chung về sự phát triển phức tạp hơn nữa của binh xưởng. Binh xưởng sẽ được đặt tại bờ sông Izh, chủ yếu là do sự gần gũi của các nhà máy thép, giải quyết ngay lập tức tất cả các vấn đề về cung cấp nguyên liệu.
Deryabin đã sử dụng những người cày thuê người Nga và người Udmurt sống trong thành phố. Vào thời điểm đó, những người cày thuê đã đến binh xưởng và làm việc ở đó. Ngoài việc cung cấp nhân lực làm việc, họ còn cung cấp xe ngựa, ngựa và khai thác cho binh xưởng. Deryabin cũng thuê các chuyên gia vũ khí nước ngoài để hướng dẫn các thợ thủ công Nga. Năm 1807, binh xưởng đã sản xuất 7 súng dài, 5 cặp súng ngắn và 6 thanh kiếm.
Vũ khí đầu tiên được phát triển bởi binh xưởng là súng hỏa mai số 15 17,7mm, được sản xuất vào mùa thu năm 1807. Năm 1808, súng hỏa mai sau đó được sản xuất hàng loạt để trang bị cho bộ binh. Nhà máy này đã cung cấp cho Quân đội Hoàng gia Nga hơn 6.000 khẩu súng hỏa mai số 15 17,7mm. Binh xưởng cũng bắt đầu sản xuất súng trường, súng hỏa mai, súng carbine, và súng mồi đá lửa cho kỵ binh vào năm 1809. Xưởng cũng sản xuất súng ngắn và các bộ phận cho súng và vũ khí chiến lợi phẩm. Súng được sản xuất với tốc độ nhanh chóng cho Quân đội Nga trong Chiến tranh Napoléon, chủ yếu là trong cuộc xâm lược của Pháp ở Nga, mặc dù việc xây dựng binh xưởng vẫn chưa được hoàn thành. Trong bốn năm đầu tiên, nhà máy đã sản xuất 2.000 khẩu súng trường. Vào năm 1814, sản lượng đã tăng lên tới 10.000 súng và gần 2.500 thanh kiếm. Đến năm 1830, binh xưởng đã đạt được sản lượng mong muốn hàng năm là 25.000 khẩu súng dài và 5.000 khẩu súng ngắn.
Mười kiến trúc bằng đá, một số công trình bằng gỗ và một tòa nhà chính cao chót vót cho binh xưởng đã được dựng lên vào các năm 1811 -1816. Đến năm 1817, việc xây dựng tòa nhà chính đã hoàn thành. Nó có 4 tầng và là một trong những tòa nhà công nghiệp nhiều tầng đầu tiên ở Nga. Quá trình sản xuất theo nhiều cấp: nó bắt đầu với các công việc chuẩn bị thô (ở tầng thấp hơn) và kết thúc bằng việc lắp ráp vũ khí (ở tầng cao hơn).  

### Giai đoạn nửa cuối thế kỷ XIX
Bắt đầu từ những năm 1830, binh xưởng bắt đầu sản xuất súng trường nòng ngắn "Gartung", súng trường "Phalis" nạp hậu và pháo trên hạm cho Hạm đội Baltic của Hải quân Đế quốc Nga. Năm 1835, binh xưởng chuyển bộ phận sản xuất thép lạnh cho kiếm và thương về Zlatoust, tập trung chủ yếu vào sản xuất súng. Trong Chiến tranh Crimea, Izhevsk đã cung cấp cho Quân đội Hoàng gia Nga 130.000 khẩu súng trường, với một phần ba trong số đó có khương tuyến. Đến năm 1857, 50 năm sau khi binh xưởng ra đời, hơn 670.000 súng trường đá lửa, hơn 220.000 súng trường hạt nổ, hơn 58.000 khẩu súng trường, cũng như số lượng kiếm và thương dồi dào đã được sản xuất.  
Năm 1867, binh xưởng được tổ chức lại thành một nhà máy thương mại tư nhân. Vào thời điểm này, binh xưởng được trang bị thêm nhiều thiết bị và bị động cơ hơi nước, máy móc mới và lò nung mở. Điều này cho phép binh xưởng sản xuất nhiều vũ khí mới cho Quân đội Hoàng gia Nga, đáng chú ý là súng trường loại "Krnk" và " Berdan ". Súng trường Berdan là loại súng được sản xuất rộng rãi nhất tại nhà máy vào thời điểm đó, gián tiếp cho phép Nga tiếp cận mức độ vũ khí của đế chế công nghiệp châu Âu.
Đến năm 1870, tỷ lệ sản xuất tại binh xưởng đã vượt qua các binh xưởng ở Tula và Sestroretsk. Sau này, khi các phương pháp sản xuất thép chất lượng cao đã thành thạo, Izhevsk trở thành nguồn cung cấp nòng súng và linh kiện súng cho các nhà máy Nga. Ví dụ, các binh xưởng ở Tula sử dụng hàng năm lên tới 360.000 thùng linh kiện từ binh xưởng tại Izhevsk. Năm 1884, nhà máy lại được trả lại cho nhà nước và trở thành Nhà máy sản xuất súng và thép Izhevsk (IGSF). Năm 1885, IGSF bắt đầu sản xuất súng săn và công cụ. Năm 1891, IGSF bắt đầu sản xuất hàng loạt súng trường Mosin-Nagant. IGSF cũng bắt đầu sử dụng máy phát điện một chiều để sản xuất điện để chiếu sáng nhà máy cũng như cung cấp năng lượng cho máy móc. IGSF là doanh nghiệp Nga duy nhất sản xuất súng cho tất cả các nhánh của quân đội Nga. Nhờ IGSF, Izhevsk trở thành một trung tâm công nghiệp lớn ở Nga.  

### Thế chiến thứ nhất và thời kỳ giữa hai cuộc chiến
Trong Thế chiến thứ nhất, IGSF đã cung cấp cho Quân đội Đế quốc Nga hơn 1,4   triệu khẩu súng trường mới và khoảng 188.000 vũ khí tái chế. Trước Cách mạng Nga, IGSF đã nắm giữ các vị trí hàng đầu của ngành công nghiệp quốc phòng Nga về năng lực sản xuất và nhân lực. Đến năm 1917, khoảng 34.000 người làm việc tại IGSF. Năm 1918, một văn phòng thiết kế đã được thành lập trong IGSF.
Sau khi Liên Xô thành lập vào năm 1922, những thay đổi lớn đã đến với IGSF. Nhà máy sản xuất súng săn đầu tiên của nhà nước đã được mở tại cơ sở của nhà máy trong cùng năm. IGSF yêu cầu nhân viên được đào tạo nhiều hơn để phù hợp với sản xuất mới và làm việc trên các máy mới hơn. Do đó, đến năm 1929, nhân viên của IGSF phải được đào tạo tại Trường Kỹ thuật Izhevsk. Năm 1930, dây chuyền mới được đưa vào hoạt động để sản xuất máy móc nội bộ tại nhà máy.
Nhiều lần tổ chức lại  diễn ra vào những năm 1930, bao gồm việc chuyển đổi IGSF thành Văn phòng thiết kế trưởng, cũng như việc áp dụng và sản xuất một số mẫu súng mới: thiết kế súng trường Mosin-Nagant sửa đổi năm 1891/1930, súng trường chiến đấu AVS-36, do Sergei Simonov chế tạo, và súng trường bán tự động SVT-38 và súng ngắn TT, do Fedor Tokorev chế tạo. Điều này đã dẫn đến một phương pháp sản xuất dây chuyền. Năm 1938, dây chuyền được triển khai lắp ráp nòng súng và các bộ phận khác, làm tăng đáng kể tốc độ sản xuất vũ khí cho Quân đội Liên Xô. Năm 1933, Văn phòng thiết kế mới, "BNK", được thành lập tại nhà máy để phát triển và sửa đổi vũ khí. Ngày nay, văn phòng được đặt tên là "Trung tâm thiết kế binh xưởng" (KOC). Trong thời gian văn phòng tồn tại, khoảng 300 mẫu thiết kế vũ khí nhỏ, súng hơi, súng thể thao, súng săn và nhiều loại thiết bị khác đã được phát triển, hầu hết trong số đó là sản xuất hàng loạt tại nhà máy. Năm 1939, nhà máy chính của IGSF, Nhà máy № 180, được tách thành hai nhà máy độc lập: Nhà máy luyện kim № 71 và Nhà máy Kỹ thuật № 74, nơi sản xuất vũ khí. Nhà máy Kỹ thuật № 74 sau này sẽ được đổi tên thành Nhà máy chế tạo máy Izhevsk, hay đơn giản là Izhmash.

### Thế chiến thứ hai
Trong Thế chiến thứ hai, Nhà máy Kỹ thuật № 74 đóng vai trò là nhà sản xuất vũ khí chính cho Lực lượng Vũ trang Liên Xô. Kể từ khi Chiến dịch Barbarossa nổ ra, đưa Liên Xô vào tình thế rất tuyệt vọng, nhà máy đã sản xuất rất nhiều súng trong hết khả năng của mình. Từ năm 1941 đến 1942, nhà máy đã sản xuất hàng loạt súng trường chống tăng PTRD của Vasily Degtyarev, súng trường chống tăng PTRS-41 của Sergei Simonov, súng máy Berezin UB  trang bị trên máy bay, các pháo hàng không 37mm Shpitalny Sh-37 và Nudelman-Suranov NS-37, súng trường bắn tỉa với kính ngắm quang học, súng ngắn TT và khẩu súng lục ổ quay Nagant M1895.     Tổng cộng có 11.450.000 súng trường và carbin được sản xuất trong nhà máy, vượt quá tất cả các sản lượng súng kết hợp của các nhà máy sản xuất súng Đức kết hợp là 10,3   triệu. Bên cạnh súng, nhà máy này còn sản xuất hơn 15.000 pháo hàng không và hơn 130.000 vũ khí chống tăng.
Vào ngày 20 tháng 7 năm 1942, Nhà máy № 622 tách ra khỏi Nhà máy № 74, sử dụng các thiết bị được chuyển từ các nhà máy cơ khí sơ tán tại Tula và Podolsk. Trong chiến tranh, nhà máy đã sản xuất hơn 1 triệu khẩu súng ngắn và 200.000 khẩu súng trường chống tăng. Nhà máy № 622 sau này được đổi tên thành Nhà máy cơ khí Izhevsk, hay đơn giản là Izhmekh.

### Sau Thế chiến thứ hai

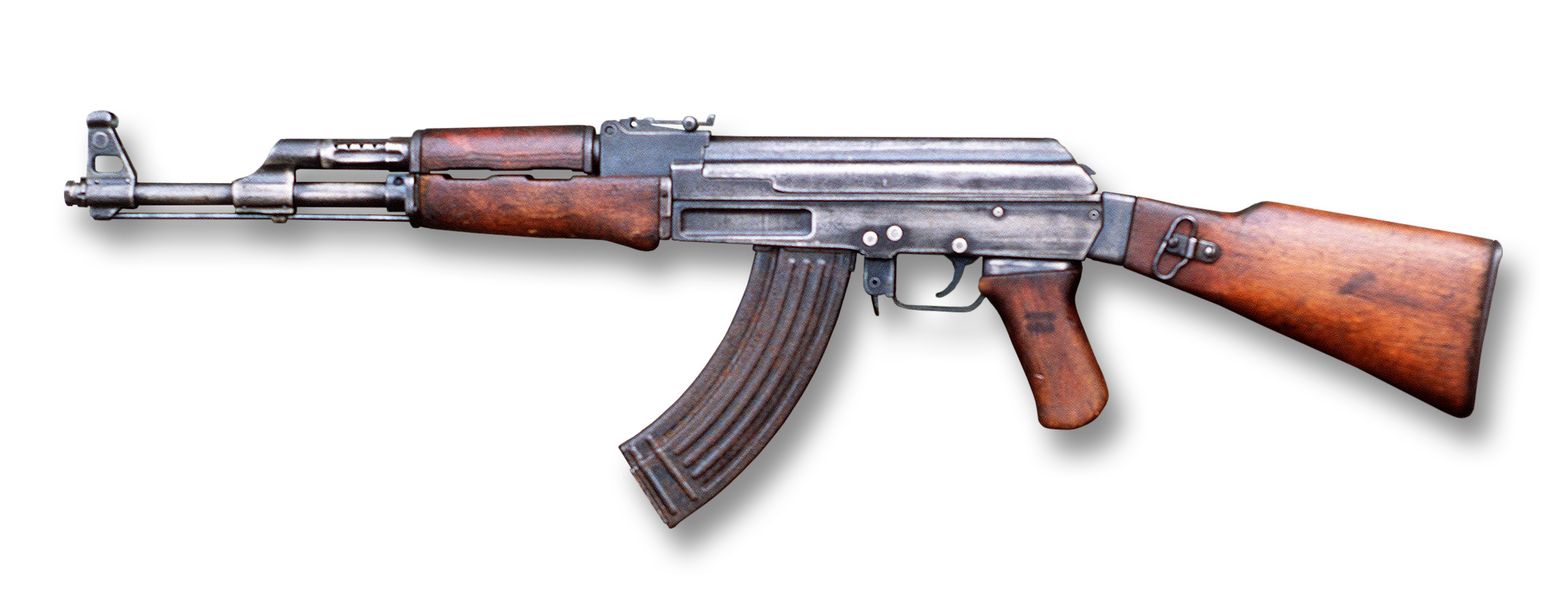
AK-47 mẫu số 2, biến thể gia công máy đầu tiên

Sau Thế chiến thứ hai, Nhà máy chế tạo máy Izhevsk sau đó đã phục hồi việc sản xuất vũ khí dân sự và vận tải. Nhà máy cũng đã tiếp nhận một cựu chiến binh và cựu lái xe tăng và thợ cơ khí, Mikhail T. Kalashnikov, sau khi nhận thấy thiết kế súng tiểu liên của ông đã tạo ra một mẫu thiết kế súng khác biệt. Năm 1947, Kalashnikov đã giới thiệu mẫu súng trường tấn công của mình, AK-47 7.62 × 39mm. AK-47 trở thành súng trường tiêu chuẩn của Quân đội Liên Xô trong cùng năm, và sau đó trở nên phổ biến trên toàn thế giới, được sử dụng trong mọi cuộc chiến kể từ khi súng được chế tạo. AK-47 mang lại cho nhà máy danh tiếng và tiềm năng mới hơn trong ngành công nghiệp vũ khí. Nhà máy này cũng tạo ra các vũ khí săn bắn mới dựa trên mẫu súng trường Mosin-Nagant cũng như súng thể thao. Những mẫu súng thể thao này đã giúp đội của Liên Xô nhiều lần giành chiến thắng trong các cuộc thi bắn súng ở giải vô địch châu Âu và Thế vận hội Olympic mùa hè.
Kalashnikov sau đó đã thiết kế các loại súng mới hơn: súng trường tấn công AKM và AK-74, súng máy hạng nhẹ RPK và dòng súng máy PK. Những vũ khí này đã góp phần tạo ra hỏa lực mạnh hơn cho Quân đội Liên Xô cũng như nhiều quốc gia đã nhập khẩu chúng. Nhà thiết kế súng của Nhà máy chế tạo máy Izhevsk Yevgeny Dragunov cũng giúp đóng góp cho danh tiếng của nhà máy bằng cách tạo ra súng trường bắn tỉa SVD của mình. Được thiết kế vào năm 1963 trên cơ sở dòng súng thể thao, SVD đã trở thành vũ khí hỗ trợ cấp tiểu đội tiêu chuẩn cho quân đội Liên Xô trong cùng một năm, cũng như bắt đầu một xu hướng mới của súng bắn tỉa bán tự động.
Năm 1975, Nhà máy chế tạo máy Izhevsk đổi tên thành Hiệp hội công nghiệp Izhmash.

### Giai đoạn hiện tại
Sau khi Liên Xô tan rã, Izhmash đã phải vật lộn với sự suy giảm nhu cầu và cạnh tranh với các nhà sản xuất vũ khí ở nước ngoài. Do đó, Izhmash đã tạo ra súng trường bán tự động Saiga và bắt đầu sản xuất Tigr, phiên bản dân sự của SVD được tạo ra từ những năm 1970, theo từng đợt. Izhmash cũng mở rộng sang thị trường phương Tây, nơi cực kỳ thành công, đặc biệt là với Saiga. Izhmash cũng tạo ra hai khẩu súng bắn tỉa mới là SV-98 và SV-99, có độ chính xác hỏa lực cao hơn so với SVD nguyên bản, cho các đơn vị đặc biệt của Lực lượng Vũ trang Nga.
Mặc dù thành công, đến năm 2008, Izhmash gồm nhiều doanh nghiệp đang trên bờ vực phá sản. Tập đoàn nhà nước Nga, Rostekhnologii (Russian Technologies, nay là Rostec) xếp Izhmash vào nhóm các doanh nghiệp thua lỗ năm 2010. Chỉ có 32 công ty của Izhmash thực sự hoạt động, với hệ thống quản lý nhiều cấp, chi phí cao và chức năng chồng chéo. Trị giá tổ hợp Izhmash vào đầu năm 2011 là ₽ 19   tỷ. Việc sử dụng các thiết bị hiện đại hiện có hầu như không vượt quá 20%.
Do đó, Rostec nắm quyền kiểm soát Izhmash và bắt đầu tái cấu trúc và củng cố công ty vào năm 2011. Theo Rostec, một trong những mục tiêu là giữ lại các thành quả nghiên cứu, nguồn lực công nghiệp và con người và biến Izhmash thành nhà sản xuất vũ khí nhỏ hàng đầu toàn cầu. Izhmash sau đó đã được thiết lập lại thông qua hợp nhất tài sản vào năm 2012. Kết quả là, lợi nhuận tăng gấp ba lần và giảm 10% chi phí. Năm 2011, Izhmash đã tăng tỷ lệ sử dụng thiết bị đa năng hiện đại từ 20% lên 70%. Hiệu quả từ những nỗ lực nâng cao hiệu suất sản xuất lên tới ₽ 100   triệu.

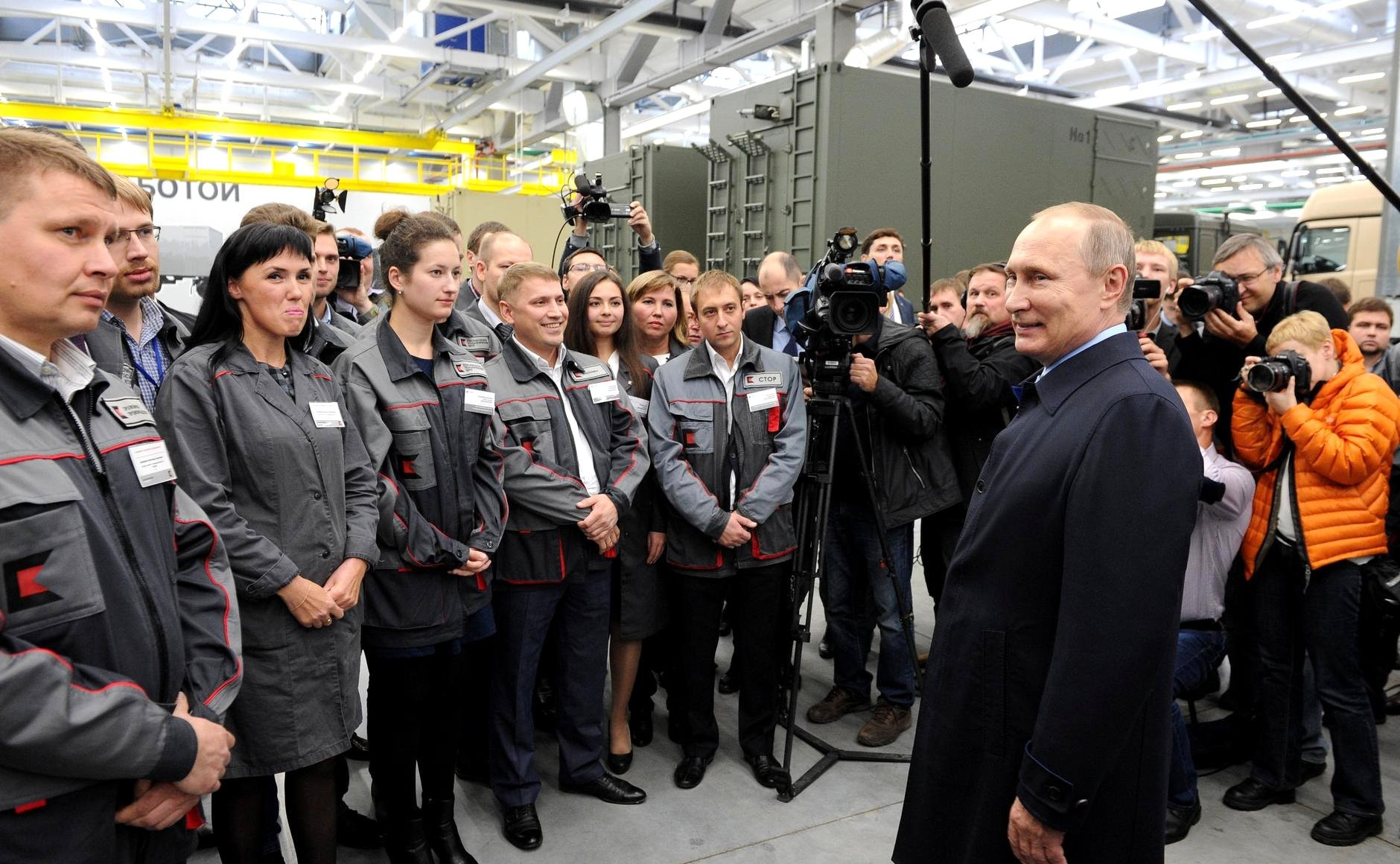
Tổng thống Nga Vladimir Putin gặp gỡ các công nhân của Tập đoàn Kalashnikov vào tháng 9/2016.

### Tập đoàn Kalashnikov
Ngày 13 tháng 8 năm 2013, Izhmash và Izhmekh (trước đây là Nhà máy Cơ khí Izhevsk) đã sáp nhập, hình thành tổ hợp tập đoàn mới với tên gọi mới là Tập đoàn Kalashnikov. Nhờ sáp nhập, Tập đoàn Kalashnikov trở thành nhà sản xuất vũ khí lớn nhất và quan trọng nhất của Nga.
Vào tháng 7 năm 2014, Tập đoàn Kalashnikov đã bị Hoa Kỳ và Liên minh châu Âu trừng phạt do kết quả của việc sáp nhập Crimea và sự can thiệp của quân đội Nga vào Ukraine. Vì Châu Âu và Hoa Kỳ là khách hàng lớn nhất về vũ khí dân sự, Tập đoàn đã buộc phải suy nghĩ lại về chiến lược tiếp thị của mình. Tập đoàn đã mở ra năm thị trường mới và bắt đầu bán vũ khí dân sự cho mười quốc gia khách hàng mới, điều này giúp bù đắp cho những tổn thất.
Trong cùng năm đó, Tập đoàn Kalashnikov đã trình bày "Chiến lược 2020", bao gồm tái thiết kế thiết bị kỹ thuật và hiện đại hóa sản xuất. Khi được thực hiện, dự án sẽ cải thiện chất lượng công nghệ sản xuất và giảm đáng kể chi phí vận hành và tiêu thụ năng lượng đồng thời cải thiện điều kiện làm việc và năng suất tổng thể.

## Tổ chức
Trụ sở Tập đoàn đặt tại thành phố Izhevsk và quận Khamovniki ở thủ đô Moskva.
Tập đoàn gồm hai nhà sản xuất vũ khí lớn nhất tại Izhevsk:
- Công ty cổ phần "Tập đoàn Kalashnikov" - chuyện sản xuất và thử nghiệm vũ khí nhỏ, súng thể thao và súng săn, súng máy, đạn pháo dẫn đường chính xác, thử nghiệm và kiểm soát điều khiển của các tổ hợp, cũng như máy móc và công cụ chất lượng cao. Công ty này cũng là nhà máy gốc của công ty cổ phần Kalashnikov. Công ty trước đây được gọi là Nhà máy chế tạo máy Izhevsk, còn được gọi là Izhmash.
- Công ty cổ phần "Nhà máy cơ khí Izhevsk" - Còn được gọi là Izhmekh, tập trung vào các công nghệ hiện đại về chế tạo máy, luyện kim, chế tạo dụng cụ, vi điện tử, sản xuất vũ khí dân dụng và dịch vụ, dụng cụ điện, thiết bị đóng gói, dầu khí, thiết bị y tế, đúc thép chính xác.

Công ty cổ phần "Tập đoàn Kalashnikov" chia các sản phẩm súng của mình thành ba nhãn hiệu.
- Kalashnikov - chuyên về vũ khí quân sự như súng cũng như xe cơ giới.
- Baikal - chuyên về súng săn và áo khoác
- Izhmash - chuyên về súng thể thao.

Công ty cổ phần "Tập đoàn Kalashnikov" có bốn công ty con:
- Công ty cổ phần "Nhà máy chế tạo máy Mytishchi" - chuyên về sản xuất  khung gầm xe bánh xích.
- Công ty cổ phần "Nhà máy đóng tàu Vympel" - chuyên sản xuất tàu thuyền dân dụng, quân sự và tiện ích.
- LLC "Rybinsk Shipyard" - là công ty đóng tàu chuyên sản xuất tàu cao tốc và du thuyền có động cơ.
- Zala Aero - gồm một số công ty và sản xuất chủ yếu máy bay không người lái.

## Cổ đông
Ngày 9 tháng 2 năm 2017, ban quản trị của Rostec đã cho phép chuyển một phần cổ phần của Tập đoàn Kalashnikov sang cho các nhà đầu tư tư nhân. Tính đến thời điểm hiện tại, Rostec sở hữu 51% cổ phần trong khi các nhà đầu tư tư nhân sở hữu 49%.

## Quản trị doanh nghiệp

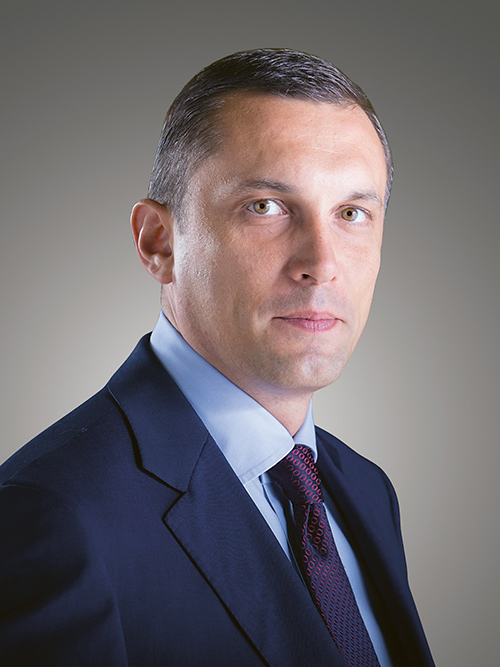
Alexei Krivoruchko, Giám đốc điều hành hiện tại của Tập đoàn Kalashnikov

Vladimir Grodetsky, người đứng đầu NPO Izhmash từ năm 1996 đến năm 2011 với tư cách là Tổng giám đốc. Ông được thay thế bởi Maxim Kuzyuk, người rời khỏi chức vụ vào tháng 6 năm 2012. Alexander Kosov sau đó được bổ nhiệm làm Tổng giám đốc tạm thời từ tháng 6 đến tháng 12. Vào tháng 12 năm 2012, Konstantin Busygin được bổ nhiệm làm Tổng giám đốc của Izhmash. Busygin sau đó chịu trách nhiệm chuyển đổi Izhmash và Izhmekh thành Công ty Cổ phần "Tập đoàn Kalashnikov", trong đó ông trở thành CEO của Tập đoàn.
Vào ngày 30 tháng 1 năm 2014, hội đồng giám sát của Rostec đã phê chuẩn việc bổ nhiệm Alexei Krivoruchko, cổ đông mới của Tập đoàn, vào vị trí Giám đốc điều hành của Kalashnikov, thay thế Konstantin Busygin. Ông nhận chức vào ngày 31 tháng 1 năm 2014. Theo người phát ngôn của Tập đoàn, đây là lần thay đổi thứ tư chức vụ Tổng giám đốc kể từ năm 2011.

### Tổng giám đốc NPO Izhmash (1993-2013)
- Vladimir Grodetsky (1996-2011)
- Maxim Kuzyuk (2011 - tháng 6 năm 2012)
- Alexander Kosov (tạm quyền: tháng 6 năm 2012 - tháng 12 năm 2012)
- Konstantin Busygin (tháng 12 năm 2012 - tháng 8 năm 2013)

### CEO của Concern Kalashnikov (2013-nay)
- Konstantin Busygin (tháng 8 năm 2013 - tháng 1 năm 2014)
- Alexei Krivoruchko (từ tháng 1 năm 2014 - nay)

## Các sản phẩm

### Izhevsk Arsenal
Một khẩu súng dài đáng chú ý mà binh xưởng chế tạo là súng hỏa mai số 15 17,7mm, trong đó 6.000 trong số chúng được cung cấp cho Quân đội Đế quốc Nga.
Bắt đầu từ những năm 1830, binh xưởng  sản xuất súng "Gartung" và súng trường nạp hậu "Phalis" và pháo hạm cho Hạm đội Baltic của Hải quân Đế quốc Nga.Trong Chiến tranh Crimea, Izhevsk đã cung cấp cho Quân đội Hoàng gia Nga 130.000 khẩu súng trường, với một phần ba trong số đó có rãnh.
Năm 1867, xưởng sản xuất nhiều vũ khí mới cho Quân đội Hoàng gia Nga, đáng chú ý là súng trường loại "Krnk" và " Berdan ". Súng trường Berdan, được thiết kế bởi chuyên gia vũ khí và nhà phát minh người Mỹ Hiram Berdan, trở thành súng trường tiêu chuẩn của Quân đội Hoàng gia Nga năm 1870. Súng trường Berdan là loại súng được sản xuất nhiều nhất vào thời điểm đó, cho phép Nga tiếp cận mức độ vũ khí của đế chế công nghiệp châu Âu.
| Súng trường quân sự |                    |
| Tên                 | Súng trường Berdan |
| Hình ảnh            |                    |
| Năm                 | 1870-1891          |

### Nhà máy súng và thép Izhevsk
Năm 1891, nhà máy bắt đầu sản xuất hàng loạt súng trường Mosin-Nagant trong 9 năm phát triển, dựa trên thiết kế của súng trường Mauser 1898 (Gewehr 98) với các tính năng độc đáo mới như thoi đẩy nạp đạn. Ngoài việc là một trong những khẩu súng trường được sản xuất nhiều nhất trong các loại súng trường chiến đấu được sản xuất hàng loạt trong lịch sử, Nagant còn được sử dụng trong mọi cuộc chiến từ khi nó được phát triển cho đến thời hiện đại. Súng trường được sản xuất từ cả thời kỳ Hoàng gia và thời Liên Xô, với việc sản xuất quân sự kết thúc vào năm 1965, nhưng việc sản xuất cho mục đích dân sự vẫn tiếp tục cho đến thời hiện đại. Ngoài súng trường Mosin-Nagant, nhà công nghiệp người Bỉ Léon Nagant, người đồng sáng chế, đã phát triển khẩu súng lục ổ quay Nagant M1895. Khẩu súng lục ổ quay có một hệ thống "khí nén" độc đáo, giúp tăng tốc độ bắn cũng như làm giảm thanh. Sidearm, giống như súng trường Nagant, cũng được sản xuất từ thời Liên Xô, và được sản xuất hàng loạt và sử dụng rộng rãi.
| Súng trường chiến đấu              |              |              |
| Tên                                | AVS-36       | SVT-40       |
| Hình ảnh                           | không khung  | không khung  |
| Năm                                | 1936-1940    | 1940-1945    |
| Súng trường nạp đạn bằng khóa nòng |              |              |
| Tên                                | Mosin-Nagant | -            |
| Hình ảnh                           |              | -            |
| Năm                                | 1891-1965    | -            |
| Súng ngắn                          |              |              |
| Tên                                | Nagant M1895 | Súng ngắn TT |
| Hình ảnh                           | không khung  | không khung  |
| Năm                                | 1895-1945    | 1930-1952    |

### Nhà máy chế tạo máy Izhevsk
| Pháo hàng không        |                   |                        |             |             |
| Tên                    | Shpitalny Sh-37   | Nudelman-Suranov NS-37 | -           | -           |
| Hình ảnh               | -                 | không khung            | -           | -           |
| Năm                    | 1941-1942         | 1942-1945              | -           | -           |
| Súng trường chống tăng |                   |                        |             |             |
| Tên                    | PTRD              | PTRS-41                | -           | -           |
| Hình ảnh               | không khung       | không khung            | -           | -           |
| Năm                    | 1941-1945         | 1941-1945              | -           | -           |
| Súng trường tấn công   |                   |                        |             |             |
| Tên                    | AK 47             | AKM                    | AK-74       | -           |
| Hình ảnh               | không khung       |                        | không khung | -           |
| Năm                    | 1949-nay          | 1959-1978              | 1974-1991   | -           |
| Carbine                |                   |                        |             |             |
| Tên                    | SKS               | -                      | -           | -           |
| Hình ảnh               | không khung       | -                      | -           | -           |
| Năm                    | 1945-1949         | -                      | -           | -           |
| Súng ngắn              |                   |                        |             |             |
| Tên                    | Súng ngắn Makarov | PB                     | -           | -           |
| Hình ảnh               | không khung       | không khung            | -           | -           |
| Năm                    | 1949-nay          | 1967-nay               | -           | -           |
| Súng máy               |                   |                        |             |             |
| Tên                    | Berezin UB        | RPK                    | PK          | RPK-74      |
| Hình ảnh               | không khung       | không khung            | không khung | không khung |
| Năm                    | 1941-1945         | 1961-1978              | 1961-nay    | 1978-1991   |
| Súng bắn tỉa           |                   |                        |             |             |
| Tên                    | Dragunov SVD      | -                      | -           |             |
| Hình ảnh               | không khung       | -                      | -           |             |
| Năm                    | 1963-nay          | -                      | -           |             |

### Izhmash
| Pháo hàng không      |                               |                    |             |             |                         |                        |
| Name                 | Gryazev-Shipunov GSh-30-1     | –                  | –           | –           | –                       | –                      |
| Hình ảnh             | không khung                   | –                  | –           | –           | –                       | –                      |
| Năm                  | 1980–nay                      | –                  | –           | –           | –                       | –                      |
| Súng trường tấn công |                               |                    |             |             |                         |                        |
| Name                 | AK-74M                        | AN-94              | AK-103      | AK-101      | AK-107/AK-108           | AK-9                   |
| Hình ảnh             | không khung                   | không khung        |             | không khung | không khung             | không khung            |
| Năm                  | 1991–nay                      | 1994–2006          | 1994–nay    | 1994–nay    | giữa thập niên 1990–nay | đầu thập niên 2000–nay |
| Tên                  | AK-12 (AK-200)                | –                  | –           | –           | –                       | –                      |
| Hình ảnh             | không khung                   | –                  | –           | –           | –                       | –                      |
| Năm                  | 2010–2016                     | –                  | –           | –           | –                       | –                      |
| Carbine              |                               |                    |             |             |                         |                        |
| Tên                  | AK-102                        | AK-104             | AK-105      | –           | –                       | –                      |
| Hình ảnh             | không khung                   | không khung        | không khung | –           | –                       | –                      |
| Năm                  | 1994–nay                      | 1994–nay           | 1994–nay    | –           | –                       | –                      |
| Dân sự               |                               |                    |             |             |                         |                        |
| Tên                  | Súng trường bán tự động Saiga | –                  | –           | –           | –                       | –                      |
| Hình ảnh             | không khung                   | –                  | –           | –           | –                       | –                      |
| Năm                  | Thập niên 1990–nay            | –                  | –           | –           | –                       | –                      |
| Súng máy             |                               |                    |             |             |                         |                        |
| Tên                  | RPK-74M                       | –                  | –           | –           | –                       | –                      |
| Hình ảnh             | không khung                   | –                  | –           | –           | –                       | –                      |
| Năm                  | 1991–nay                      | –                  | –           | –           | –                       | –                      |
| Shotgun              |                               |                    |             |             |                         |                        |
| Tên                  | Saiga-12                      | –                  | –           | -           | –                       | –                      |
| Hình ảnh             | không khung                   | –                  | –           | -           | –                       | –                      |
| Năm                  | 1997–nay                      | –                  | –           | -           | –                       | –                      |
| Súng bắn tỉa         |                               |                    |             |             |                         |                        |
| Tên                  | SVDS                          | SVDM               | SV-98       | -           | –                       | –                      |
| Hình ảnh             | không khung                   | không khung        | không khung | -           | –                       | –                      |
| Năm                  | thập niên 1990–nay            | thập niên 1990–nay | 1998–nay    | -           | –                       | –                      |
| Tiểu liên            |                               |                    |             |             |                         |                        |
| Tên                  | PP-91 "Kedr"                  | PP-19 "Bizon"      | Vityaz-SN   | –           | –                       | –                      |
| Hình ảnh             | không khung                   | không khung        | không khung | –           | –                       | –                      |
| Năm                  | 1994–nay                      | 1994–nay           | 2008–nay    | –           | –                       | –                      |

### Tập đoàn Kalashnikov
| Súng trường tấn công |                |             |
| Tên                  | AK-12          | AK-15       |
| Hình ảnh             | không khung    |             |
| Năm                  | 2016-nay       | 2016-nay    |
| Súng ngắn            |                |             |
| Tên                  | Lebedev PL-14  |             |
| Hình ảnh             |                |             |
| Năm                  | 2016-nay       |             |
| Súng máy             |                |             |
| Tên                  | RPK-16         | -           |
| Hình ảnh             | không khung    | -           |
| Năm                  | 2016-nay       | -           |
| Súng bắn tỉa         |                |             |
| Tên                  | Chukavina SVCh | SV-98 M     |
| Hình ảnh             | không khung    | không khung |
| Năm                  | 2016-nay       | 2016-nay    |